# Strauß von Djeser-achet
Der „Strauß von Djeser-achet“ bezeichnete in Kurzform die feierliche Zeremonie vom „Strauß des Amun in Djeser-achet“ und bestand aus den Blüten eines Lattichbusches. 

## Funktion
Im Grab des Mencheperre-seneb (Erster Priester des Amun), das aus der Zeit von Thutmosis III. datiert, ist die Übergabe vom „Strauß von Djeser-achet“ während der Talfestfeierlichkeiten an den Grabinhaber nur teilweise abgebildet. Die Darstellung blieb bis zu seinem Tod unvollendet. Der „Strauß von Djeser-achet“ symbolisiert als Opfergabe die „Liebe des Gottes Amun“.
Der Hohepriester Mencheperre-seneb erhielt diesen Strauß als Opferanteil vom Karnak-Tempel, aus welchem der Gott Amun auszog, um dem König sowie hohen Funktionsträgern und den Gottheiten in Deir el-Bahari am Tag des Talfestes ein Opfer des Min zu bringen, dessen Wesenzüge Amun-Re als Götterkönig ebenfalls verkörperte. Während der Prozessionen wurden die „Sträuße von Djeser-achet“ besungen und später als „Geschenke des Amun“ an die auf dem Berghang zuschauenden und feiernden Grabinhaber verteilt.